# Pobrecito poeta que era yo...
Pobrecito poeta que era yo es una Novela-collage, escrita por el salvadoreño Roque Dalton. A pesar de que apenas existen unos cuantos estudios sobre ella, es fundamental en la Literatura de El Salvador. Totalmente experimental y una reunión de técnicas, vuelve un texto rico y sugerente en cuanto a nuevas formas de experimentación. Estéticamente ha sido muy criticada, pero en cuanto al contenido sarcástico, y a veces muy mordaz, logra compendiar toda una época en cuanto a la realidad salvadoreña. Muy compleja en cuanto a los temas que trata, y no cualquier lector puede comprenderla fácilmente.
Es la historia de unos poetas que viven en el dilema de la cruda realidad de su país, y se formulan dilemas filosóficos, a veces extravagantes, donde se cuestionan su papel: si hacer algo por el bien de la patria, o sólo quedarse en su torre de marfil; involucrarse con las causas revolucionarias o venderse al sistema. En esencia la novela no tiene tiempo y espacios fijos. Trabaja con juegos metadiegéticos muy experimentales. Finalmente es muy rica en cuanto a topónimos, sucesos históricos, lugares, referencias a personalidades de El Salvador y críticas al sistema.
El libro está dividido en cinco capítulos, más el prólogo:
- Los Blasfemos del bar del mediodía (prólogo).
- Álvaro y Arturo (un día común).
- Roberto (conferencia de prensa).
- Mario (la destrucción. Diario).

Intermezo Apendicular (Documentos, opiniones, comentarios en OFF).
- José (La luz del túnel)

- Datos: Q6081123